# Біржовий крах 1929

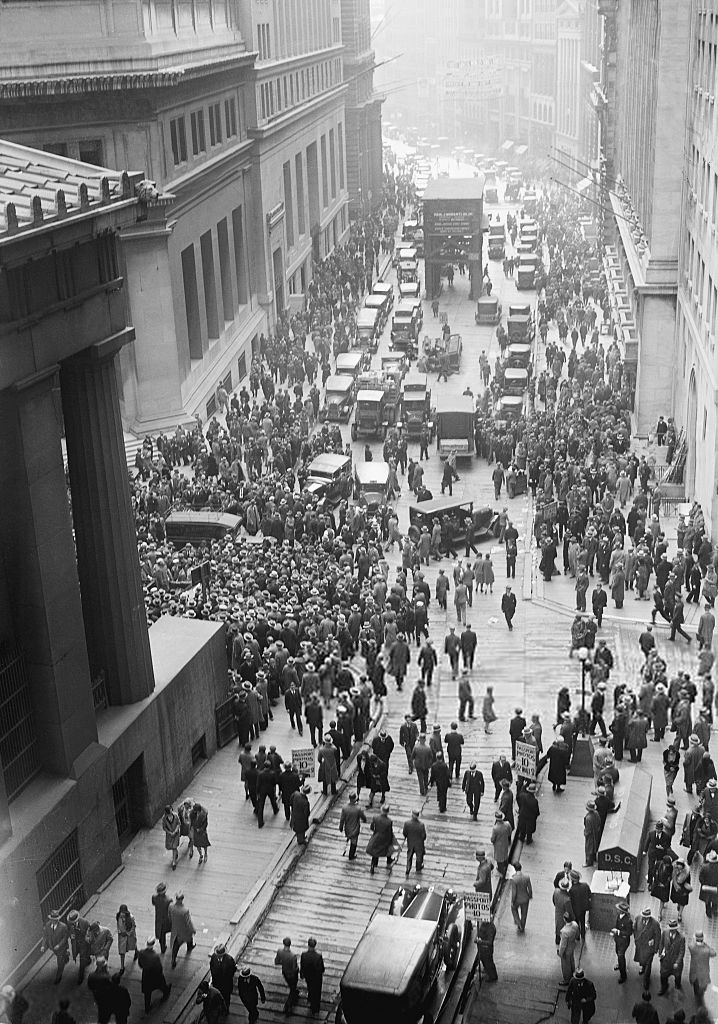
Натовп перед біржею Уолл-стріт.

Біржовий крах 1929 року — обвальне падіння цін акцій, яке розпочалось у Чорний четвер 24 жовтня 1929 року і набуло катастрофічних масштабів у наступні два дні — Чорний понеділок 28 жовтня і Чорний вівторок 29 жовтня. Цей біржовий крах відомий також як крах Волл-стріт, став початком Великої депресії.

## Передумови
Краху передував спекулятивний бум середини 1920-тих, під час якого мільйони американців інвестували свої кошти в акції. Банки широко кредитували купівлю акцій, а позичальники розраховували швидко окупати затрати за рахунок скаженого росту цін. Дешеві кредити та зростаючий попит штовхав ціни вгору, що приваблювало все нових і нових інвесторів, які бажали збагатитися на інвестиціях в акції. З 1924 року і до середини 1928 року фондовий ринок США подвоївся, а за другу половину 1928 року — зріс ще на 50 %. За три місяці перед серпнем 1929 року він зріс ще на 25 %. Ейфорія на фондовому ринку стривожила ФРС. У 1925 на початку буму облікова ставка становила всього 3 %, до 1928 р. її в кілька прийомів підняли до 5 %, але це не зупинило ейфорію ринку.
У серпні 1929 р. ФРС підвищила облікову ставку до 6 %. І бульбашка фондового ринку луснула.